# Parimarjan Negi
Parimarjan Negi (9 février 1993 à Delhi en Inde) est un joueur d'échecs indien,  grand maître international (GMI) depuis 2006 (à treize ans).
En 2006, il fut la deuxième plus jeune personne de tous les temps à avoir obtenu le titre de GMI (derrière Sergueï Kariakine).
Au 1er août 2017, il est le 6e joueur indien et le 84e joueur mondial avec un classement Elo de 2 656 points.

## Biographie et carrière

### Compétitions de jeunes
Né en 1993, Parimarjan Negi fut champion d'Asie des moins de dix ans (en 2002).

### Titre de maître international
En juillet 2005, à douze ans, il devient le plus jeune MI à cette date en obtenant sa troisième et dernière norme de MI au International open chess tournament de Sort (Espagne). Ce record a été battu depuis par Rameshbabu Praggnanandhaa (en 2016) et Abhimanyu Mishra (en 2019).
Le 6 janvier 2006, il obtient sa deuxième norme de GMI au tournoi de Hastings en obtenant 6/10 avec une performance Elo de 2 568. Il finit alors à la 16e place à l'âge de 12 ans, 10 mois et 29 jours.

### Titre de grand maître international
Le 1er juillet 2006, à l'âge de 13 ans, 3 mois et 22 jours, il devient le deuxième plus jeune GMI à cette date, derrière Sergueï Kariakine, en obtenant sa troisième et dernière norme de GMI au Chelyabinsk Region Superfinal Championship de Satka en Russie.

### Tournois internationaux
En 2008, il remporte l'open de Philadelphie en 2008 avec 7 points sur 9 (+5, =4) et la médaille d'argent au championnat du monde d'échecs junior.
En 2009 et 2013, il remporte la coupe Politiken organisée pendant le festival d'échecs de Copenhague.
Il est champion d'Inde en 2010 et champion d'Asie en 2012.
En 2012 et 2013, il finit premier ex æquo à l'Open de Cappelle-la-Grande.

### Coupes du monde
Parimarjan Negi a participé à trois coupes du mondes :
Lors de la Coupe du monde d'échecs 2009, il est battu au premier tour par Vadim Milov.
Lors de la Coupe du monde d'échecs 2011, il bat Vladimir Akopian au premier tour, puis est battu au deuxième tour par Teimour Radjabov.
Lors de la Coupe du monde d'échecs 2013, il est battu au premier tour par Youriï Kryvoroutchko.

### Compétitions par équipe
Parimarjan Negi a représenté l'Inde lors des olympiades de 2012 et 2014, remportant la médaille de bronze par équipe en 2014 (il jouait au premier échiquier et marqua 6,5 points sur 10).